# Scuticaria irwiniana
Scuticaria irwiniana é uma espécie de orquídea epífita de crescimento reptante originária do estado de Minas Gerais, no Brasil, onde habita florestas secas em locais bem iluminados. Como todas as espécies deste gênero, não é planta de fácil cultivo, não sendo indicada para orquidófilos iniciantes.
Apresentas longas folhas roliças que brotam de pseudobulbos quase imperceptíveis; poucas flores comparativamente grandes vistosas e coloridas, com labelo contrastante. Pode ser diferenciada das outras espécies do gênero por ser única espécie epífita, de crescimento reptante ascendente, com folhas eretas; e de flores com sépalas e pétalas inteiramente púrpura acastanhadas, com estreito labelo branco, internamente pubescente e bastante venulado de púrpura.